# Stanislav Hložek
Stanislav Hložek (ur. 16 września 1954 w Kromieryżu) – czeski piosenkarz.

## Życiorys
Kształcił się na Wydziale Nauk Społecznych Uniwersytetu Karola w Pradze.
W 1980 roku rozpoczął współpracę z Karlem Vágnerem, Haną Zagorovą i Petrem Kotvaldem. W 1983 roku wraz z Petrem Kotvaldem nagrał swój największy przebój pt. Holky z naší školky. Muzykę stworzył Karel Vágner, a tekst opracował Pavel Žák. Jego piosenka pt. Můj čas (wykonana z Haną Zagorovą i Petrem Kotvaldem) była utworem przewodnim popularnego w latach 80. serialu Sanitka.
Z Petrem Kotvaldem występował na różnych festiwalach muzycznych, takich jak Bratislavská lyra, Děčínská kotva czy Intertalent. Pod koniec lat 80. rozpoczął karierę solową.

## Dyskografia
Na podstawie źródła:
- Pro dva tři úsměvy (z Petrem Kotvaldem, Supraphon 1985);
- Jinak to nejde (z Petrem Kotvaldem, Supraphon 1985);
- Feelin’ Good (z Petrem Kotvaldem, Supraphon/Artia 1985);
- Naše láska ztrácí „L“ (z Haną Zagorovą, Supraphon 1986);
- Za to může déšť, ne já (z Pavlem Nohą, Lindą Finkovą i Haną Zagorovą, Supraphon 1986);
- Krok sun krok (Supraphon 1987);
- Vega a já (pod pseudonimem Standa Vegáč, Tommü Recordz 1993);
- My, vyhnaní z ráje (S. A. Production 1995);
- V pohodě (z Petrem Kotvaldem, Supraphon 1984, Multisonic 1997);
- Největší hity (Sony Music/Bonton 1999);
- Standa Hložek zpívá dětem (Multisonic 2000);
- Ej, lásko, lásko (Warner Music 2002);
- Holky z naší školky (z Petrem Kotvaldem, Supraphon 1983, reedycja 2003).